# Bündelungsgrad
Der Bündelungsgrad {\displaystyle \gamma } (früher auch Schallleistungs-Bündelung genannt; engl. Directivity Factor DRF bzw. Q, nicht mit dem Richtungsfaktor zu verwechseln) gibt die Bündelungsfähigkeit des Schalls bei Lautsprechern, Mikrofonen und einzelnen Schallquellen im diffusen Schallfeld an.

## Einzelheiten
Der Bündelungsgrad ist eine reine Verhältniszahl, die angibt, um wie viel der Bündelungsgrad größer ist als der einer idealen Kugel. Je größer dieser Unterschied, desto größer der Bündelungsgrad und damit die „Ausblendung des Raums“, d. h. die Unterdrückung von diffusem Schall. Der Bündelungsgrad macht z. B. eine Aussage über die Störschallunterdrückung im Direktfeld (Freifeld) bei Richtmikrofonen. Dabei wird der von einem Richtmikrofon aufgenommene Schall verglichen mit dem Schall, den ein ideales Mikrofon mit Kugelcharakteristik bei gleichem Übertragungsfaktor aufnehmen würde.
Der Bündelungsgrad ist frequenzabhängig: üblicherweise steigt er zu hohen Frequenzen an.

## Abgeleitete Größen
- Der Bündelungsfaktor (engl. Distance Factor) ergibt sich aus der Wurzel des Bündelungsgrads:

{\displaystyle {\text{DSF}}={\sqrt {\gamma }}}
- Das Bündelungsmaß (engl. Directivity Index) ist der Bündelungsgrad in dB ausgedrückt:

{\displaystyle {\begin{aligned}{\text{DI}}&=20\cdot log{\sqrt {\gamma }}\\&=10\cdot log\,{\gamma }\end{aligned}}}
- Als Random Energy Efficiency wird der Kehrwert des Bündelungsgrades bezeichnet:

{\displaystyle {\text{REE}}={\frac {1}{\gamma }}}

## Einige Werte
| Mikrofon-Bündelungsfähigkeit |                  |                  |               |           |
| Mikrofoncharakteristik       | Bündelungsgrad γ | Bündelungsfaktor | Bündelungsmaß | REE = 1/γ |
| Kugel (Referenz)             | 1,000            | 1,000            | 0 dB          | 1.000     |
| Breite Niere (-9,5)          | 2,077            | 1,441            | 3,17 dB       | 0.481     |
| Acht                         | 3,000            | 1,732            | 4,77 dB       | 0.333     |
| Niere                        | 3,000            | 1,732            | 4,77 dB       | 0.333     |
| Superniere                   | 3,732            | 1,932            | 5,72 dB       | 0.268     |
| Hyperniere                   | 4,000            | 2,000            | 6,02 dB       | 0.250     |